# Estación de Hendaya
Hendaya (en francés y según SNCF: Gare de Hendaye) es una estación de ferrocarril situada en la ciudad francesa de Hendaya. Las instalaciones tienen un carácter internacional, debido a que se encuentran situadas muy cerca de la frontera franco-española. Por ella circulan un gran número de trenes operados por la SNCF.

## Situación ferroviaria
La estación, situada a 8,18 metros de altitud, forma parte de los siguientes trazados:
- Línea férrea de ancho internacional Burdeos-Irún, punto kilométrico 232,797.
- Línea férrea de ancho ibérico Madrid-Hendaya, punto kilométrico 641,181.

Hendaya forma una pareja junto con la estación de Irún, situada a 500 metros y separada por el río Bidasoa. La red de ancho internacional (1.435 mm) llega a Hendaya y continúa para finalizar en Irún, mientras que la red de ancho ibérico (1.668 mm) llega a Irún y continúa para finalizar en Hendaya. El tramo entre ambas estaciones dispone de vías en los dos anchos.

## Historia
El 23 de octubre de 1940 tuvo lugar en la estación la entrevista entre Francisco Franco y Adolf Hitler. 
La SNCF y Renfe Operadora tienen un acuerdo mediante el cual los trenes de cada compañía atraviesan la frontera hasta la siguiente estación para dejar viajeros, pero no para recogerlos. Así, los trenes en dirección Francia inician y finalizan recorrido en Hendaya, y los trenes dirección España inician y finalizan recorrido en Irún. Los trenes que cruzan la frontera para dejar viajeros vuelven de vacío a la estación situada al otro lado. Los trenes regionales no llegan a atravesar la frontera, por lo que no existe posibilidad de enlace entre los regionales de ambas redes.
El último tren de pasajeros que realizaba un recorrido pasante fue el Trenhotel «Francisco de Goya», tren nocturno entre Madrid-Chamartín y París-Austerlitz suprimido en 2013. Se componía de una rama tipo Talgo, cuyos rodales se desplazaban en un cambiador de ancho para pasar de la red española a la francesa y viceversa. En el pasado también se utilizó para trenes de pasajeros el cambio de ejes, que actualmente solo se emplea para trenes de mercancías. Asimismo existen instalaciones para la manipulación de mercancías y su transbordo entre trenes españoles y franceses.

## La estación
La estación de Hendaya es un clásico y sobrio edificio de piedra de planta rectangular recubierto por un tejado de pizarra de varias vertientes al que se ha añadido una amplia entrada acristalada para ampliar su capacidad. Se compone de cuatro andenes, uno lateral y tres centrales al que acceden seis vías. Además posee un gran número de vías de servicio. Las vías se designan por números (1,2 y 6) y letras (A, B y C).

## Servicios ferroviarios

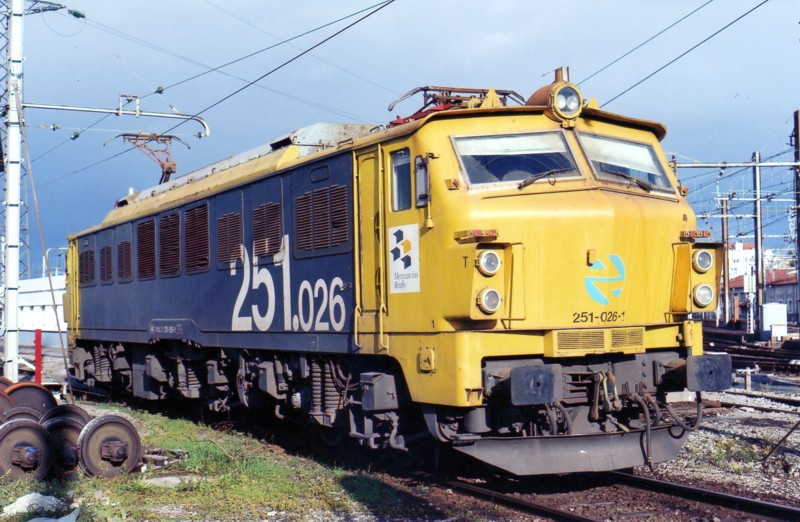
Una locomotora española de la serie 251 de Renfe aparcada en una de las vías de servicio de la estación.

### Alta Velocidad
Los trenes TGV que transitan por la estación permiten enlazar los siguientes destinos:
- Línea Hendaya / Irún  ↔ París / Lille.

### Grandes Líneas
A través de sus Intercités, la SNCF recorre desde Hendaya:
- Línea Irún ↔ París.
- Línea Irún ↔ Ginebra.

### Media Distancia
Los trenes Intercités de la SNCF enlazan las siguientes ciudades:
- Línea Irún ↔ Toulouse.
- Línea Hendaya ↔ Burdeos.

### Regionales
Los siguientes trenes regionales circulan por la estación:
- Línea Hendaya ↔ Burdeos.

## Conexiones

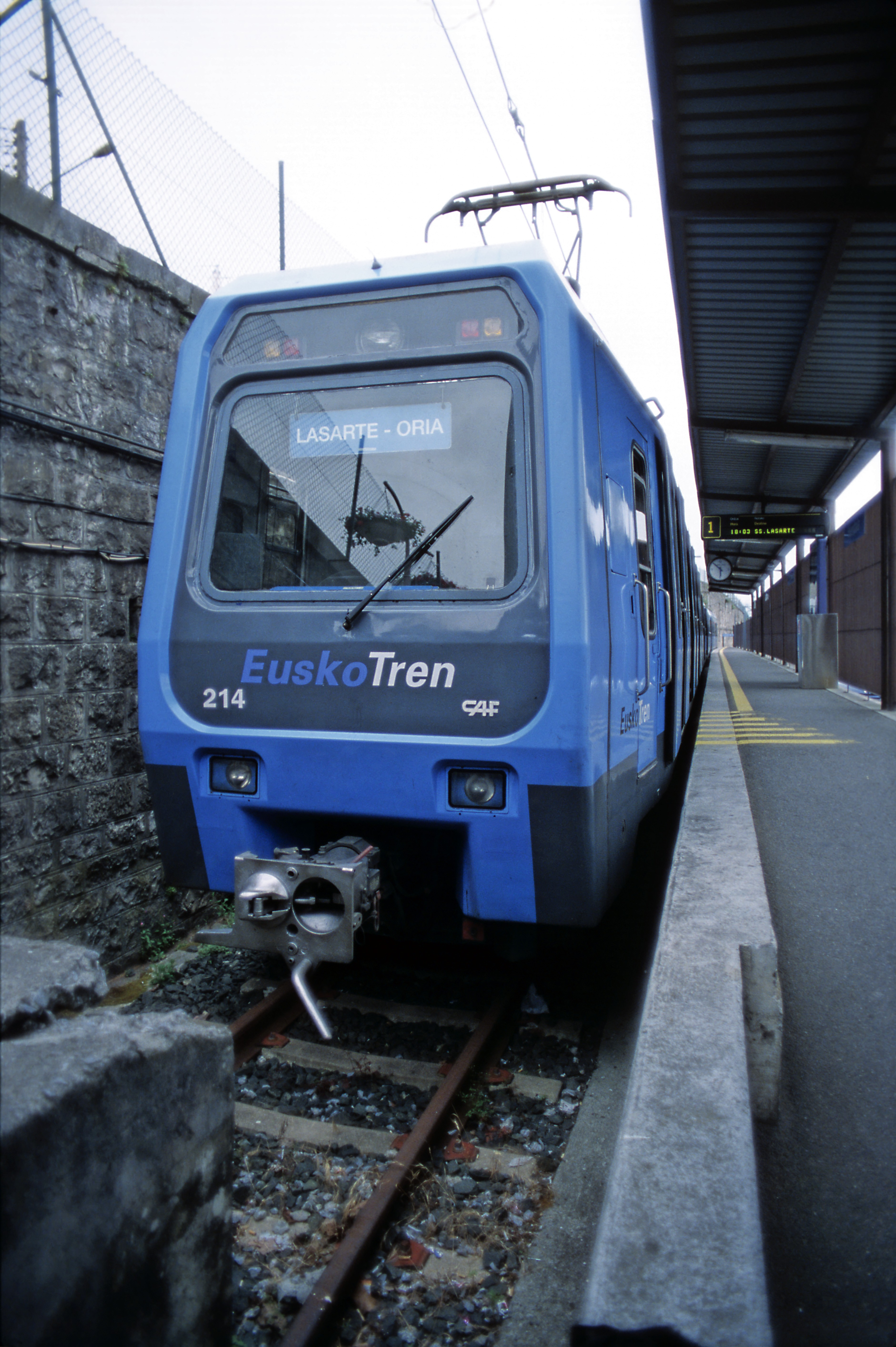
Euskotren en Hendaya

La estación ofrece una conexión con el Topo (metro), operado por Euskotren y que presta servicio al área metropolitana de San Sebastián, configurándose como el terminal oriental de dicho servicio.